# Lucie Daouphars
Lucie Daouphars (Guiscriff, 14 luglio 1922 – Parigi, 16 luglio 1963) è stata una modella francese. Soprannominata Lucky è stata una delle modelle  francesi più famose degli anni '50.

## Biografia
Di origine bretone, Lucie Daouphars arrivò a Parigi all'età di 16 anni. I primi tempi ha lavorato come saldatore in una fabbrica. È stata modella per Jacques Fath e Christian Dior, dove entrò nel 1950. Era alta e scura, gli zigomi alti e viso con gli occhi a mandorla. 
Nel 1954 creò l'Association mutuelle des mannequins de France, un'organizzazione per aiutare le modelle in difficoltà, ma che finì per farle avere diversi problemi legali. 
Si ritirò dalle sfilate nel 1958 e fondò una scuola per modelle. Morì di cancro a Parigi nel 1963.
Ha raccolto i suoi ricordi in un libro, Presidente Lucky, mannequin de Paris, pubblicato da Fayard nel 1961 e scritto con Odette Keyzin. Il profumo Passage n ° 8 del 2007, Dior è un omaggio a lei. Inoltre uno showroom di Guiscriff porta il suo nome.